# Josemiris carvalhoi
Josemiris carvalhoi är en insektsart som beskrevs av Alan C. Eyles 1996. Josemiris carvalhoi ingår i släktet Josemiris och familjen ängsskinnbaggar. Inga underarter finns listade i Catalogue of Life.